# راهزن (فیلم ۱۳۳۴)
راهزن فیلمی به کارگردانی و نویسندگی سیامک یاسمی محصول سال ۱۳۳۴ است.

## بازیگران
- محمدعلی زرندی
- آرین
- علی زندی
- شهره (شهلا میرمطهری) [۱]
- سیامک یاسمی